# Mongoloraphidia (Neomartynoviella) kaspariani
Mongoloraphidia (Neomartynoviella) kaspariani is een kameelhalsvliegensoort uit de familie van de Raphidiidae. De soort komt voor in Kirgizië.
Mongoloraphidia (Neomartynoviella) kaspariani werd voor het eerst wetenschappelijk beschreven door H. Aspöck et al. in 1983.